# Defense Play – Mörderische Spiele
Defense Play – Mörderische Spiele ist ein Action-Drama aus dem Jahre 1988.

## Handlung
Professor Vandermeer arbeitet an einem geheimen Projekt für die US Air Force, genannt Dart: ein kleiner Helicopter für Aufklärung und Verteidigung. Als der Professor getötet wird, gerät Colonel Denton unter Verdacht. Sein Sohn Scott und Vandermeers Tochter glauben an seine Unschuld und suchen nach dem wahren Mörder und seinen Motiven.

## Kritik
„Die überholte Geschichte ist an Einfältigkeit kaum zu überbieten.“

„Haarsträubend primitive Spionagestory, die den Kalten Krieg aufwärmt. Der Einfalt der billigen Geschichte entspricht es, daß sich die feindlichen Parteien ferngelenkter, mit Laserkanonen bestückter Spielzeug-Hubschrauber bedienen, um einander den Garaus zu machen.“